# Тяньцзинь Дунли
«Тяньцзинь Дунли» (кит. упр. 天津东丽) — бывший китайский футбольный клуб, выступавший в г. Тяньцзинь. Выступала на стадионе спортивного центра Дунли. Название клуб получил по одному из районов Тяньцзиня - Дунли.

## История
Команда была образована в 2006 году. В задачи клуба ставилась подготовка на базе клубной инфраструктуры молодёжи. Первоначально команда была составлена из студентов института искусств и спорта. Также был создан центр подготовки. В сезоне 2007 года в Северной лиге заняла 3-е место. 